# Albert II d'Anhalt-Zerbst
Albert II, mort le 17 juillet 1362, fut un prince de la maison d'Ascanie, fils d'Albert Ier d'Anhalt-Zerbst. Il est souverain de la principauté d'Anhalt-Zerbst de 1316 jusqu'à sa mort.

## Biographie
Albert II est le 3e fils d'Albert Ier (mort en 1316), prince d'Anhalt-Zerbst mais le premier né de sa troisième union avec son épouse Agnès (1275-1329), fille du margrave Conrad Ier de Brandebourg.
Albert II est encore mineur lors de la mort de son père en 1316, et avec son jeune frère et co-régent Valdemar Ier, ils sont confiés à la garde de leur oncle maternel, le margrave Valdemar de Brandebourg. Quand les deux frères sont proclamés adultes, ils décident de régner conjointement sans division du patrimoine hérité, mais avec des résidences séparées : Valdemar Ier décide de vivre à Dessau et Albert à Zerbst ou à Köthen.
Conjointement les deux frères obtiennent à Francfort le 27 septembre 1320 la pleine souveraineté sur Anhalt-Zerbst, le margraviat de Landsberg, et le comté palatin de Saxe. Après l'extinction de lignée de Brandebourg de la maison d'Ascanie à la mort du margrave Henri II, toutefois, la marche est retenue par l'empereur Louis IV au bénéfice de son fils aîné Louis V. Trois ans plus tard, en 1323, Albert reçoit le titre de « Princeps Ascaniae » (c'est-à-dire: Prince d'Ascanie).

## Union et postérité
Le 2 septembre 1324 Albert II épouse Agnès (morte avant le 25 janvier 1337), fille du prince Wislaw III de Rügen. Leur union reste stérile.
Vers 1337 Albert épouse en secondes noces Béatrice (morte après le 26 février 1345), fille du duc Rodolphe Ier de Saxe. Sa grand-mère paternelle est Agnès de Habsbourg (de), une fille de Rodolphe Ier, roi des Romains. Les époux sont des parents lointains : l'arrière-grand-père de Béatrice, le duc Albert Ier de Saxe, était le frère du prince Henri Ier d'Anhalt, arrière-arrière-grand-père d'Albert II. Ils ont cinq enfants::
- une fille anonyme (morte vers 1353), qui épouse Albert VII, comte de Barby-Mühlingen ;
- Judith (morte le 23 février 1381), épouse le 11 mars 1358 Burkhard XII, burgrave de l'archevêque de Magdebourg, comte de Retz, et seigneur de Kaya ;
- Albert III (mort après le 1er août 1359) ;
- Rodolphe (II) d'Anhalt (mort le 3 septembre 1365), évêque de Schwerin en 1365 ;
- Jean II (mort le 11 avril 1382), prince d'Anhalt-Zerbst.